# STK25
STK25 (англ. Serine/threonine kinase 25) – білок, який кодується однойменним геном, розташованим у людей на короткому плечі 2-ї хромосоми.  Довжина поліпептидного ланцюга білка становить 426 амінокислот, а молекулярна маса — 48 112.
| 10         |  | 20         |  | 30         |  | 40         |  | 50         |
| ---------- |  | ---------- |  | ---------- |  | ---------- |  | ---------- |
| MAHLRGFANQ |  | HSRVDPEELF |  | TKLDRIGKGS |  | FGEVYKGIDN |  | HTKEVVAIKI |
| IDLEEAEDEI |  | EDIQQEITVL |  | SQCDSPYITR |  | YFGSYLKSTK |  | LWIIMEYLGG |
| GSALDLLKPG |  | PLEETYIATI |  | LREILKGLDY |  | LHSERKIHRD |  | IKAANVLLSE |
| QGDVKLADFG |  | VAGQLTDTQI |  | KRNTFVGTPF |  | WMAPEVIKQS |  | AYDFKADIWS |
| LGITAIELAK |  | GEPPNSDLHP |  | MRVLFLIPKN |  | SPPTLEGQHS |  | KPFKEFVEAC |
| LNKDPRFRPT |  | AKELLKHKFI |  | TRYTKKTSFL |  | TELIDRYKRW |  | KSEGHGEESS |
| SEDSDIDGEA |  | EDGEQGPIWT |  | FPPTIRPSPH |  | SKLHKGTALH |  | SSQKPAEPVK |
| RQPRSQCLST |  | LVRPVFGELK |  | EKHKQSGGSV |  | GALEELENAF |  | SLAEESCPGI |
| SDKLMVHLVE |  | RVQRFSHNRN |  | HLTSTR     |  |            |  |            |

A: Аланін

C: Цистеїн

D: Аспарагінова кислота

E: Глутамінова кислота

F: Фенілаланін

G: Гліцин

H: Гістидин

I: Ізолейцин

K: Лізин

L: Лейцин

M: Метіонін

N: Аспарагін

P: Пролін

Q: Глутамін

R: Аргінін

S: Серин

T: Треонін

V: Валін

W: Триптофан

Кодований геном білок за функціями належить до трансфераз, кіназ, серин/треонінових протеїнкіназ, фосфопротеїнів. 
Задіяний у таких біологічних процесах як поліморфізм, альтернативний сплайсинг. 
Білок має сайт для зв'язування з АТФ, нуклеотидами, іонами металів, іоном магнію. 
Локалізований у цитоплазмі, апараті гольджі.